# Władysław Czachórski

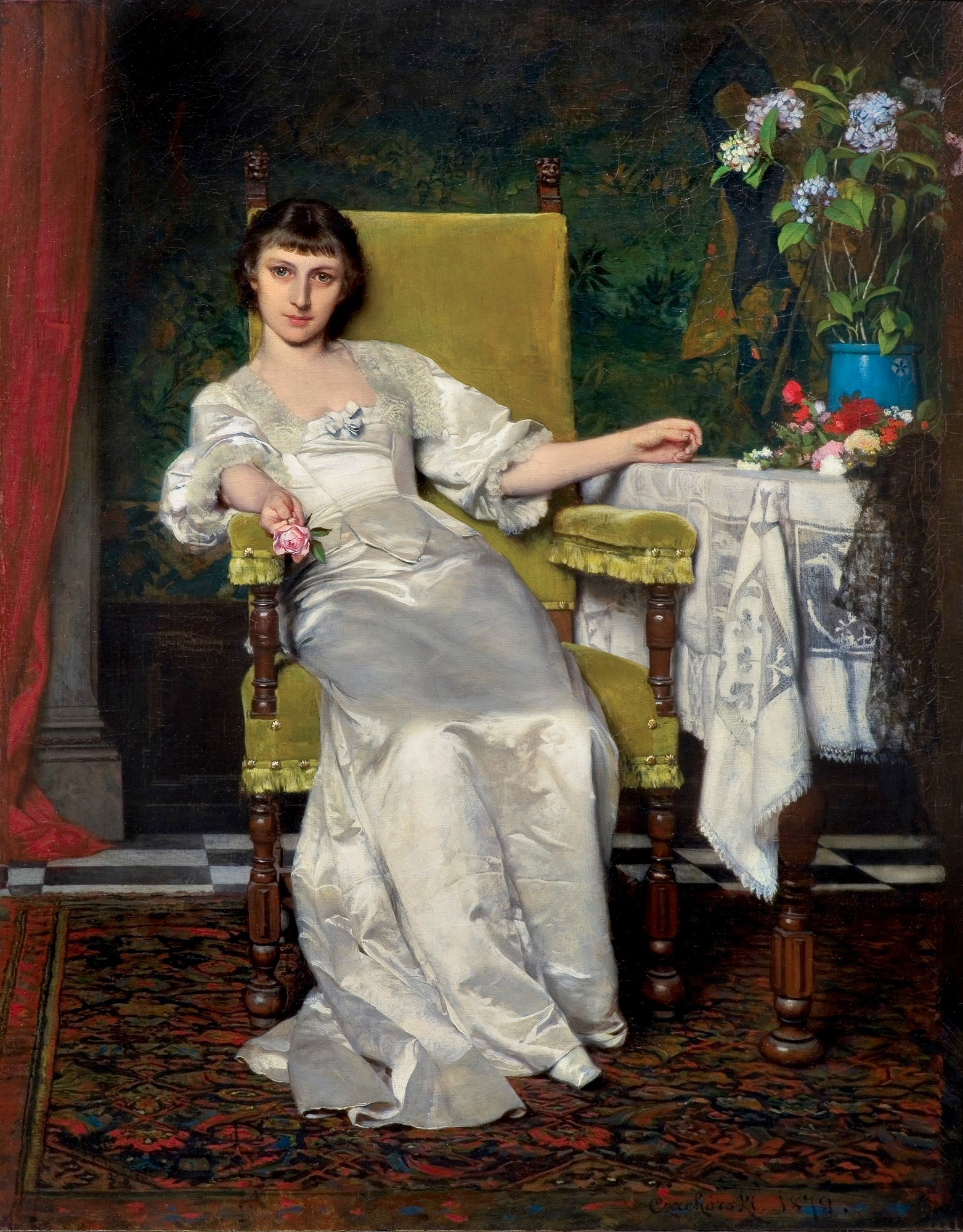
Tiểu thư bên cạnh hoa hồng 1879.

Władysław Czachórski (22 tháng 9 năm 1850, Lublin – 13 tháng 1 năm 1911, Munich) là một họa sĩ người Ba Lan theo phong cách Chủ nghĩa học viện.

## Tiểu sử
Năm 1866, Czachorski theo học Trường Mỹ thuật ở Warsaw, làm học trò của Rafał Hadziewicz. Sau đó, ông học một năm tại Học viện Mỹ thuật Dresden. Trong giai đoạn 1869-1873, ông học tại Học viện Munich. Những họa sĩ cũng học tại đây cùng thời điểm với ông bao gồm Hermann Anschütz, Karl von Piloty, và Alexander Wagner. Sau khi được nhận Huy chương bạc tại Munich, Czachorski tiếp tục đi học tại Pháp, Ý và trở về Ba Lan sau khi tốt nghiệp. Ông là thành viên của Học viện Berlin. Ông cũng là người tổ chức và là giám khảo của nhiều triển lãm quốc tế. Czachorski đã được trao Huân chương Thánh Michael vào năm 1893. Bên cạnh đó, ông còn tổ chức nhiều triển lãm tranh ở Ba Lan, cụ thể là tại Kraków, Warsaw và Łódź. Ông cũng đã triển lãm ở Lemberg. Sau khi ông mất vào năm 1911, một triển lãm di cảo được Hiệp hội Mỹ thuật tổ chức tại Phòng triển lãm "Zachęta" ở Warsaw.
Czachorski được chú ý với các tác phẩm tranh tĩnh vật, tranh chân dung, và tranh bối cảnh thời Shakespeare. Trong số này, các bức tranh Đám tang của Juliet (1873), Hamlet (1873), và nổi bật nhất là Hamlet chào đón những người đến chơi (1875) được nhiều người công nhận là những tác phẩm vĩ đại nhất của ông.
Các tác phẩm tranh của ông có thể được chiêm ngưỡng tại tất cả các bảo tàng lớn của Ba Lan và tại một số bảo tàng nước ngoài như Lwów ở Ukraine và Học viện San Carlos ở Mexico City. Các tác phẩm của ông cũng xuất hiện trong các bộ sưu tập tư nhân ở nhiều quốc gia, bao gồm Đức, Anh và Hoa Kỳ.

## Tranh tiêu biểu

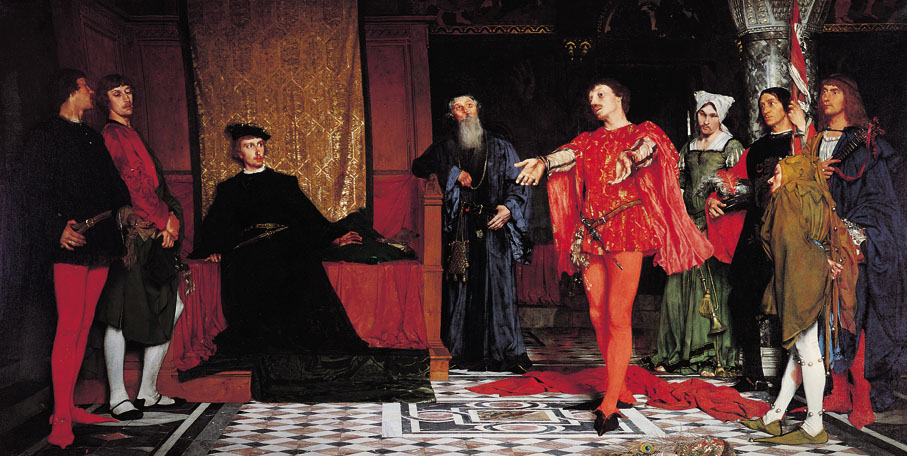
Hamlet chào đón những người đến chơi (1875) Bảo tàng Quốc gia, Warsaw
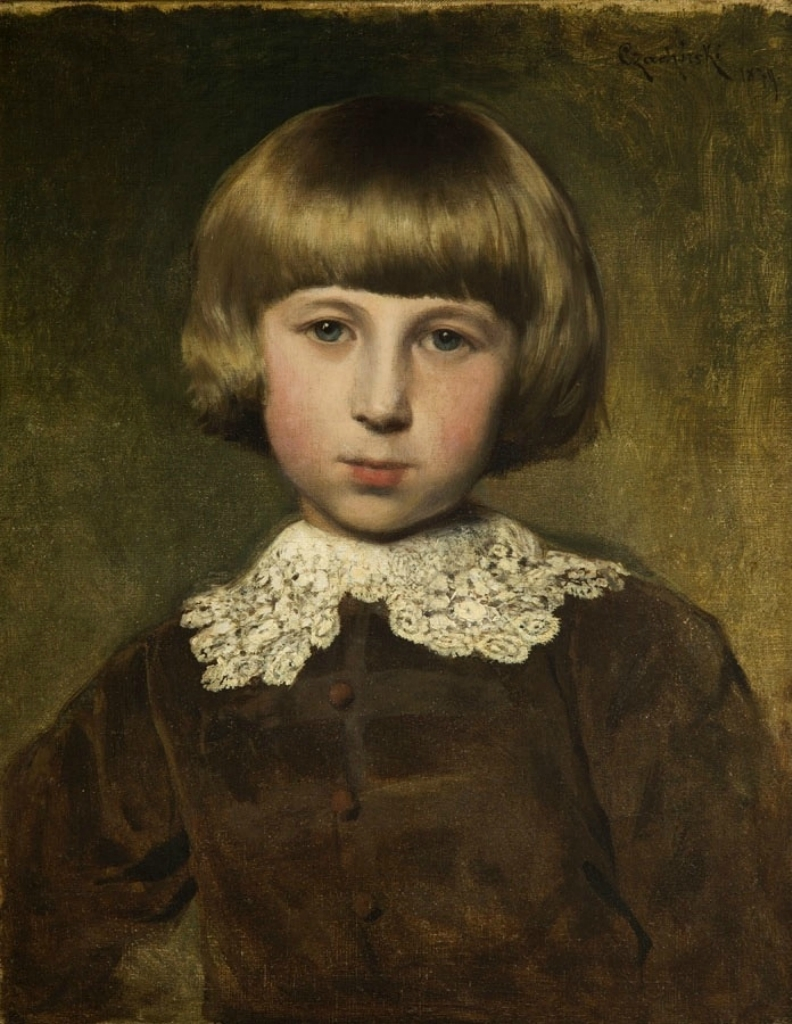
Chân dung Władek – con trai của họa sĩ Władysław Szerner, 1879
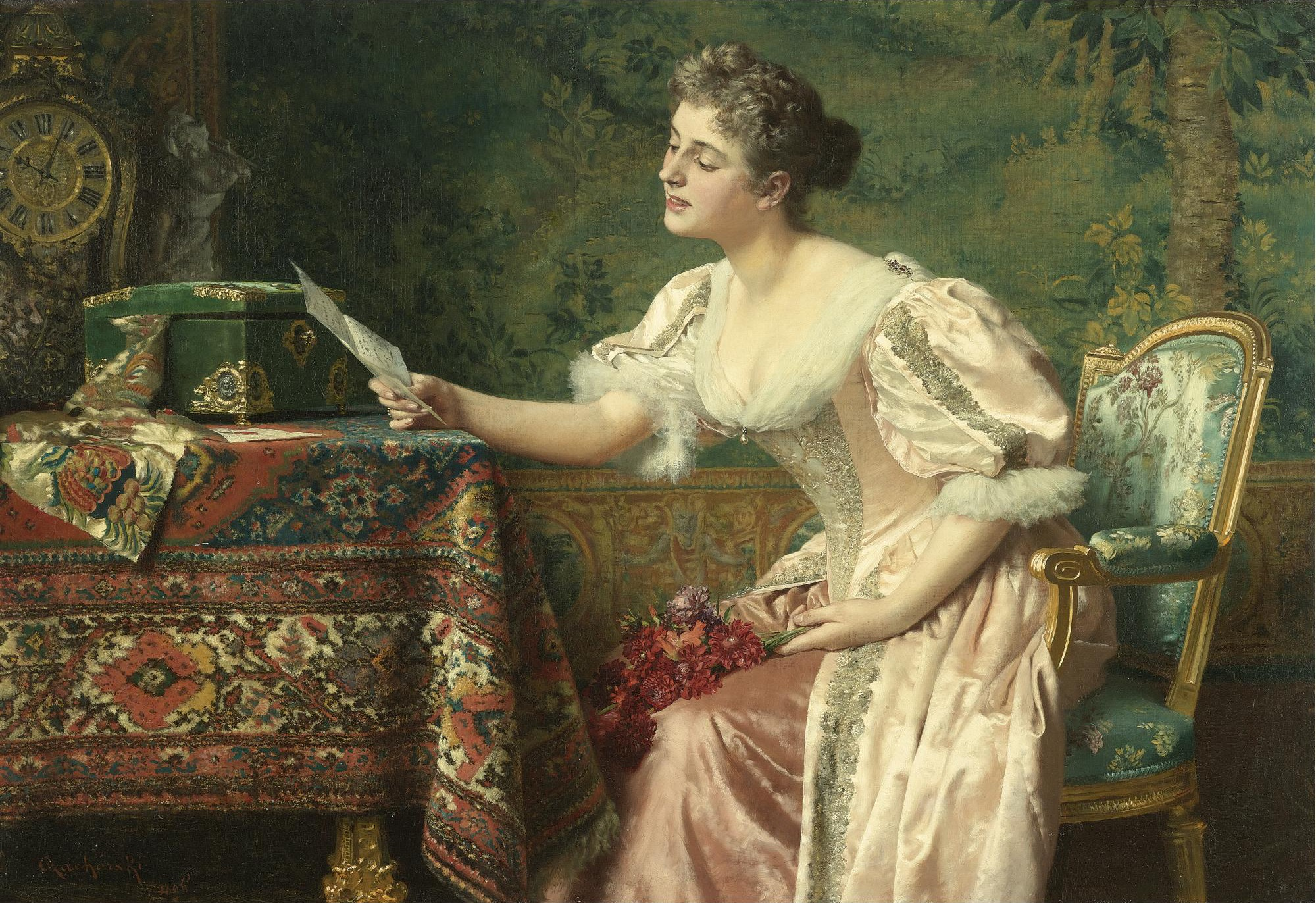
Lá thư, 1896
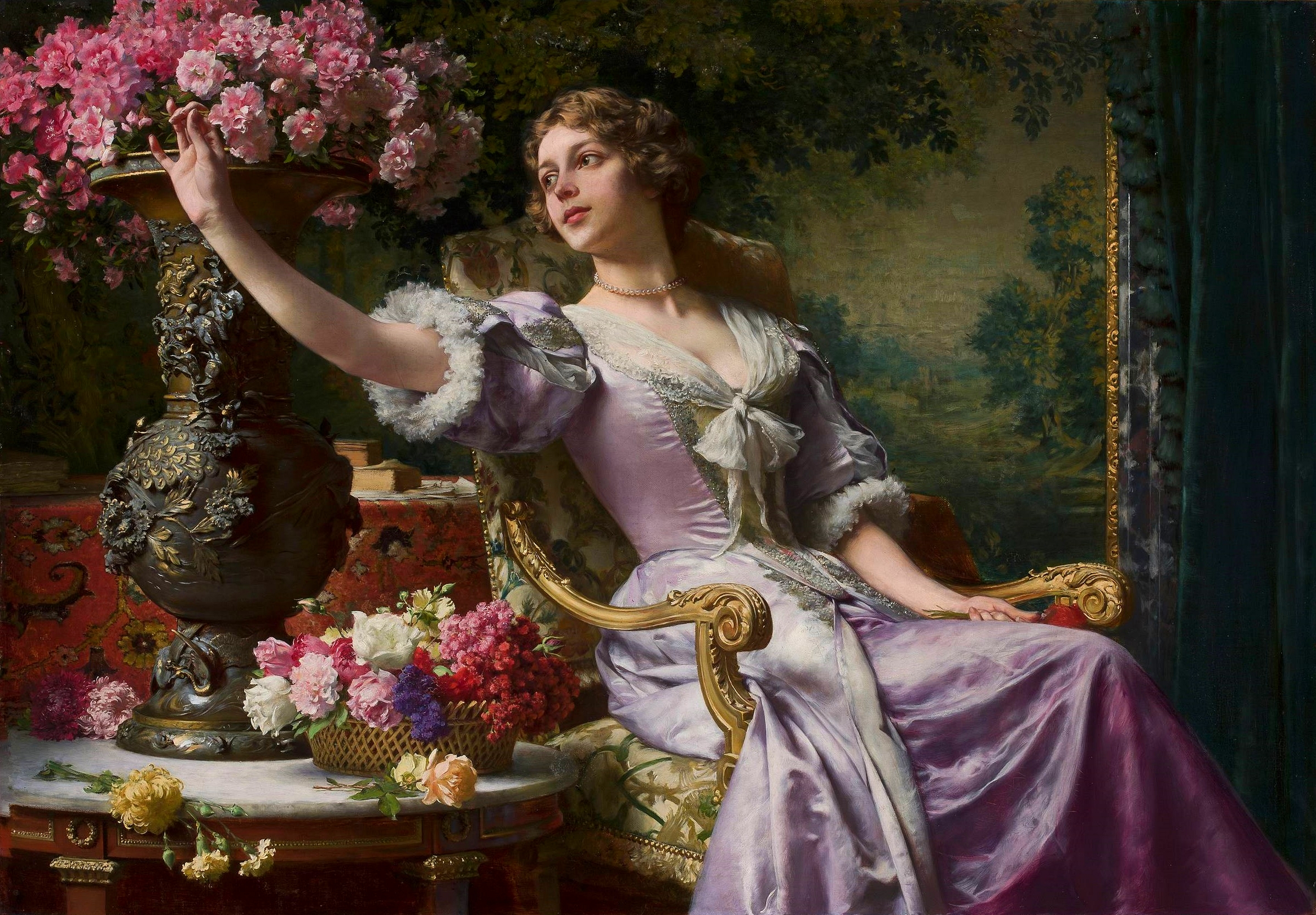
Tiểu thư diện váy tím hoa cà bên cạnh những bông hoa, 1903, Bảo tàng Quốc gia, Warsaw